# Эвпорие (спутник)
Эвпорие (др.-греч. Εὐπορία), или Юпитер XXXIV — естественный спутник планеты Юпитер. Открыт в 2001 году группой астрономов из Гавайского университета под руководством Скотта Шеппарда. До получения современного имени в 2003 году обозначался S/2001 J 10. Спутник назван в честь оры Евпории из древнегреческой мифологии, дочери Зевса и Фемиды.
Диаметр Эвпории составляет 2 километра, спутник совершает один оборот вокруг Юпитера за 550,74 дня на среднем расстоянии 19 миллионов километров. Орбита Евпорие наклонена к плоскости экватора Юпитера на 148,8°, эксцентриситет 0,14. Как и все внешние спутники, Евпорие обращается в направлении, противоположном вращению Юпитера. Такое движение называют ретроградным.
Спутник принадлежит к группе Ананке — семейству нерегулярных спутников Юпитера с ретроградным движением со средним наклонением 150°, среди которых является ближайшим к Юпитеру.